# 中国科学院上海生理研究所
中国科学院上海生理研究所（英語：Shanghai Institute of Physiology，Chinese Academy of Sciences）是一家曾经存在的科学研究机构，已在争议中被撤销。

## 历史
上海生理研究所的历史可追溯至1944年在重庆创建的中央研究院医学研究所筹备处。抗日战争胜利后，医学研究所（筹备处）迁至上海。随着中华人民共和国的成立，医学研究所（筹备处）调整组建为中国科学院生理生化研究所。1952年，研究所有机化学组调入中国科学院有机化学研究所。1958年，研究所的生理部分和生物化学部分开，前者变为中国科学院生理研究所，后者变为中国科学院生物化学研究所。1967年，生理研究所改名上海生理研究所。1980年，生理研究所中枢神经系统生理研究室的一半分出，独立为中国科学院上海脑研究所。1999年，上海生理研究所参与组建中国科学院上海生命科学研究院，随后并入中国科学院神经科学研究所。
上海生理研究所的主要研究方向为神经生物学和低氧生理学，《生理学报》是其主办的学术期刊。

## 历任所长

### 原中央研究院医学研究所（筹备处）
- 林可胜（1944年-1949年，主任）
- 冯德培（1944年-1950年，代理主任[10]）。

### 原中国科学院生理生化研究所
- 冯德培（1950年-1958年）

### 中国科学院（上海）生理研究所
- 冯德培（1958年-1984年）
- 梅镇彤（1984年-1988年）
- 杨雄里（1988年-1999年）